# Torricchio
Torricchio è una frazione del comune italiano di Uzzano, nella provincia di Pistoia, in Toscana.

## Storia
Il Torricchio deve il suo nome a un'antica torre difensiva che sorgeva in loco sin dall'XI secolo. Al suo posto, fu edificato un romitorio, dedicato a S. Maria e a S. Marta, che fu sede di una Compagnia. L'eremita che vi risiedeva, stipendiato dal comune di Uzzano, doveva essere sacerdote e aveva l'obbligo di officiare la cappella del romitorio nei giorni festivi e il 13 maggio di ogni anno.

## Il Convento dei Padri Cappuccini
Alla metà del secolo XVI, morto l'ultimo eremita del Torricchio, il consiglio della Comunità di Uzzano decretò la trasformazione del romitorio in un convento da affidare a un ordine religioso. Si optò sui frati dell'Osservanza, che rifiutarono perché non ritenevano salubre il luogo. Si puntò quindi sul neonato ordine dei Frati Cappuccini e questi accettarono. I primi frati cappuccini fecero ingresso al Torricchio nel 1567. Il romitorio fu trasformato in convento e la cappella fu ampliata e dedicata a S. Jacopo.
Nel 1674, la Compagnia del Torricchio edificò una nuova cappella, annessa alla chiesa del convento e intitolata all'Immacolata Concezione. La cappella era officiata da un sacerdote stipendiato, che svolgeva la funzione di Curato alle dipendenze del Pievano di Uzzano. Soltanto nel 1789, la cura del Torricchio fu innalzata in parrocchia. 
I Cappuccini rimasero al Torricchio dal 1566 fino ai primi del 1810, quando il convento fu soppresso dalle autorità napoleoniche, incamerato dal demanio e, poi, venduto a privati, che lo suddivisero in appartamenti di civile abitazione. Nel 1843, i frati cappuccini fecero ritorno al Torricchio, ma vi rimasero soltanto per una trentina d'anni, sino al 1870.
Nel 1902, il Convento fu riaperto definitivamente e nel 1915 anche la Parrocchia fu affidata ai frati cappuccini. Primo parroco cappuccino del Torricchio fu Padre Alessandro Cerbioni. 
Nel 1936, il Convento di Torricchio passò alla provincia monastica di Lucca, sotto la quale è rimasto fino al 2003, quando essa è stata accorpata alla provincia toscana.
La chiesa parrocchiale del Torricchio, più volte rimaneggiata, presenta un mosaico in facciata, realizzato nel 1971, e delle pitture murali all'interno, realizzate anch'esse negli anni '80 del Novecento. Vi è custodita una bella statua quattrocentesca, popolarmente conosciuta come “Madonna della Ciregiola”.
Dal mese di luglio 2010 il Convento è stato ceduto dalla Provincia Toscana dei Frati Minori Cappuccini alle Fraternità di S. Francesco e S. Antonio in Montecatini Terme dell'Ordine Francescano Secolare ed è diventato centro zonale, di spiritualità e di apostolato francescano.

## Le scuole
Nella frazione, ha sede il Centro scolastico "La Pineta", che comprende scuola dell'infanzia "Leonardo da Vinci" e scuola primaria a tempo pieno "Sandro Pertini", e la Scuola primaria a tempo modulare.